# バルカス
バルカス (ドイツ語: Barkas) は、かつて存在した旧ドイツ民主共和国（東ドイツ）の商用車メーカー。正式名称は「人民公社バルカス製作所カール＝マルクス＝シュタット」 (ドイツ語: VEB Barkas-Werke Karl-Marx-Stadt) 。カール＝マルクス＝シュタット県（現ケムニッツ）にあった旧 Framo （独語版/英語版）の生産設備を国営企業化することで誕生した。「バルカス」とは古代カルタゴの名将ハンニバルの姓であり、元来は「雷光」という意味である。

## 製造車
1969年から1991年にかけてB1000という名のバン・トラック・バス（ミニバス）を製造していた。B1000は、第二次大戦前のDKW製2ストローク・3気筒エンジン車の系譜を引く車として長年製造されていた。しかし、製造中止前の短期間に生産されたB1000/1と呼ばれるモデルでは、フォルクスワーゲンからライセンス生産の認可を受けて造られた4ストローク4気筒の1.3 Lエンジンに置き換えられていた。
総計で、B1000は17万5,740台が、B1000/1は1,961台がそれぞれ製造され、配送車、消防車、救急車、さらにはドイツ人民警察やシュタージ（秘密警察）の護送車としても使用されていた。

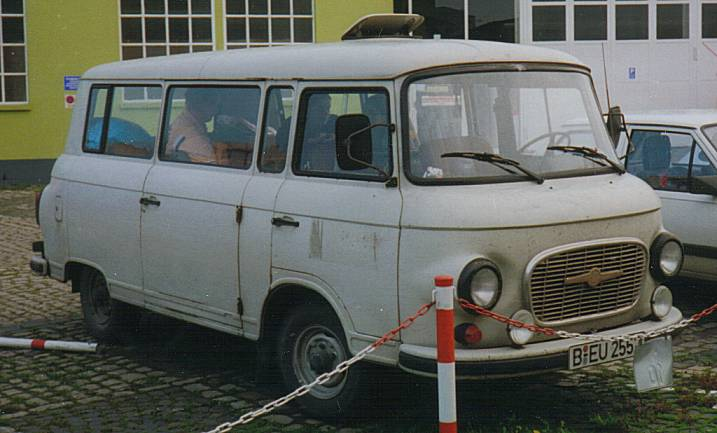
Barkas B-1000（ミニバス）
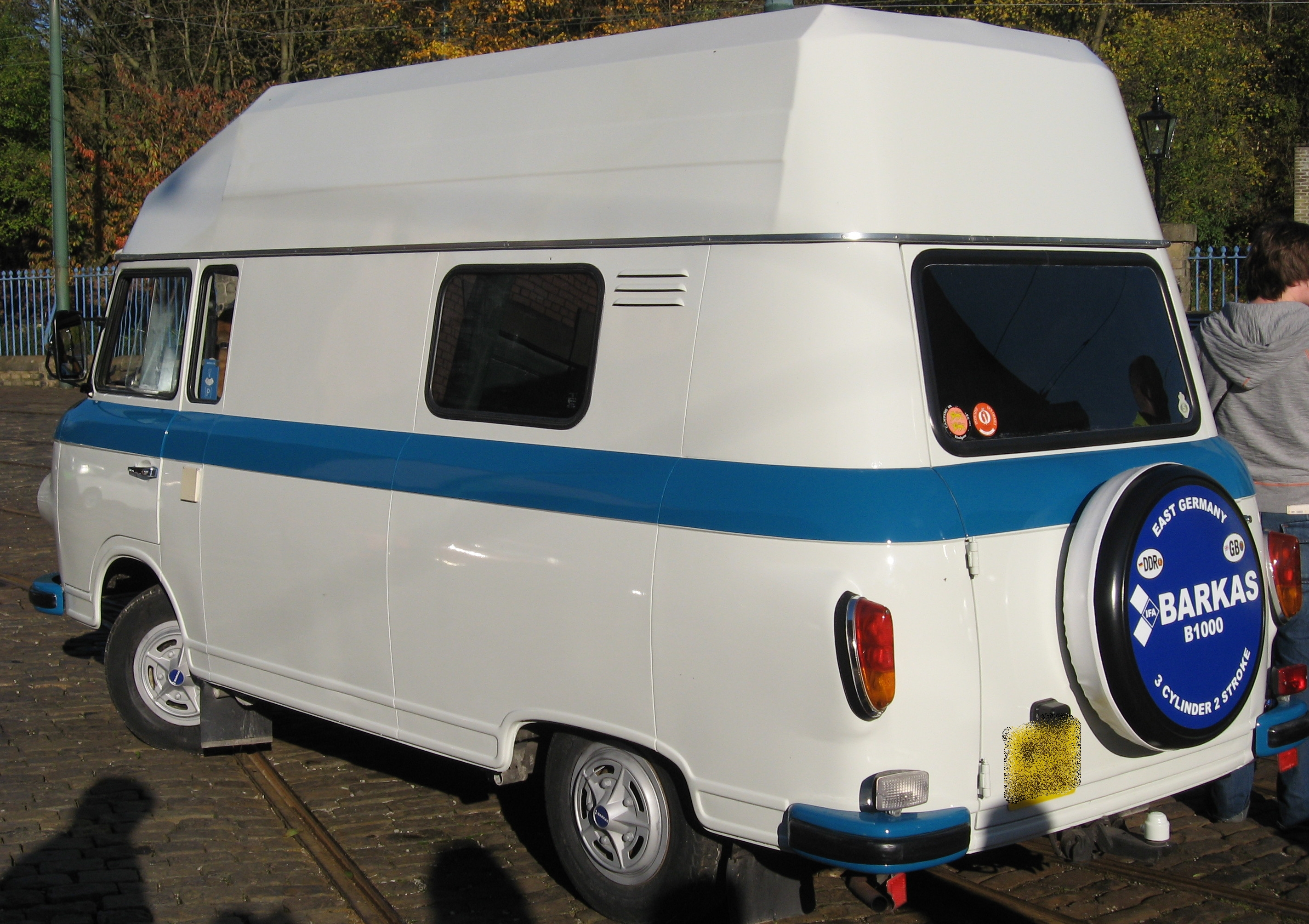
Barkas B1000（キャンピング用のバン）
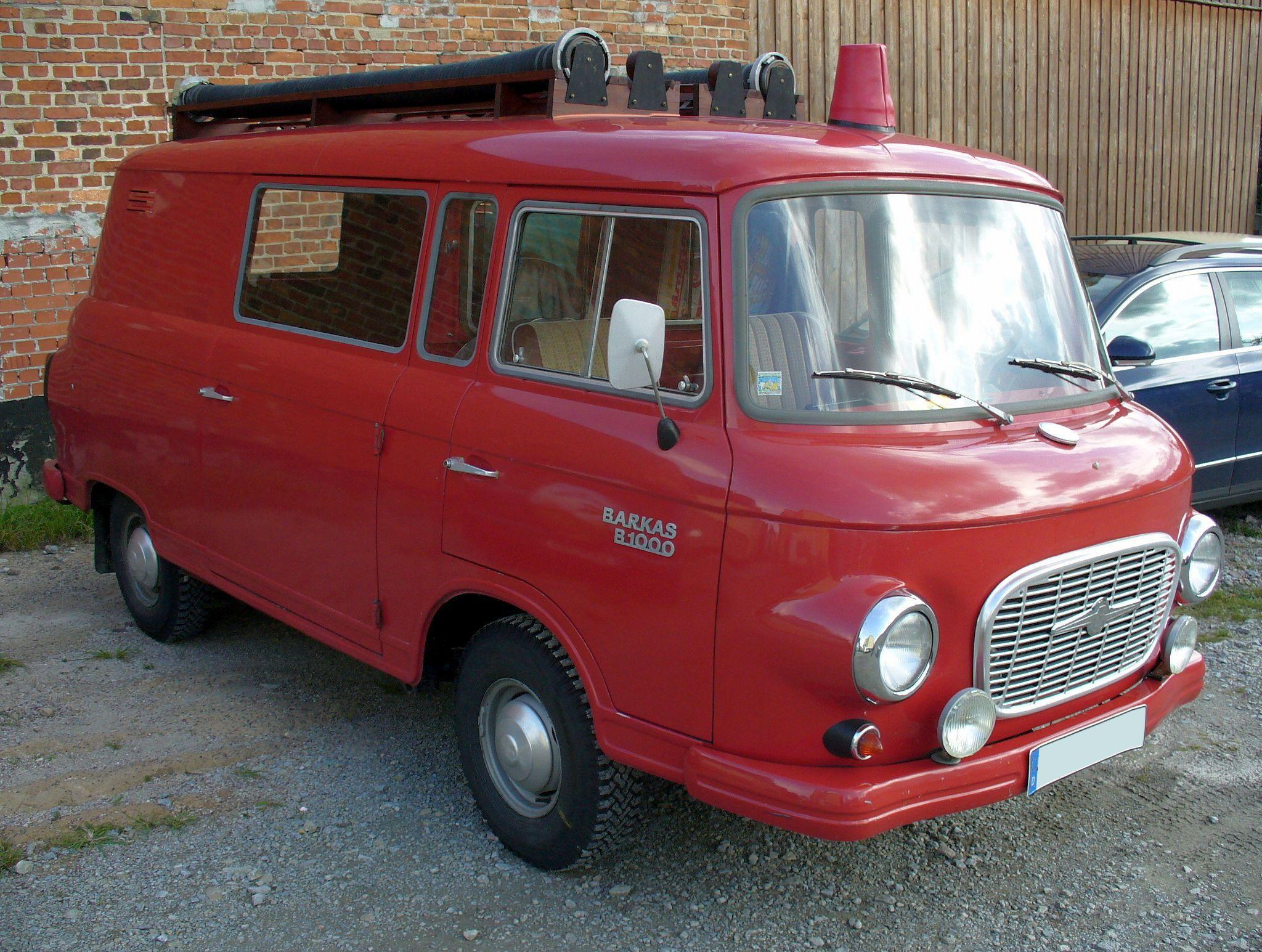
Barkas B-1000（消防車）
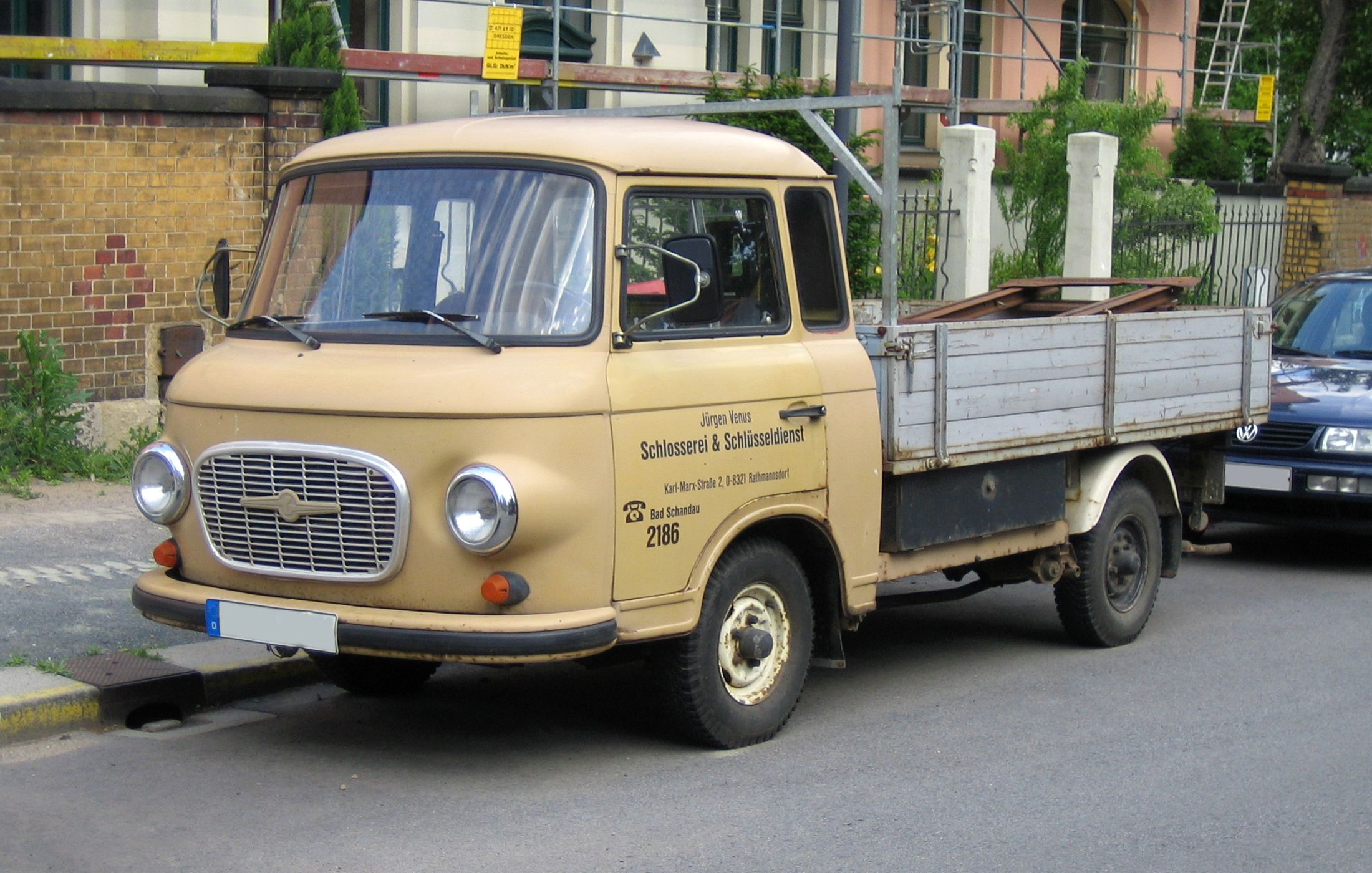
Barkas B1000 HP（トラック）
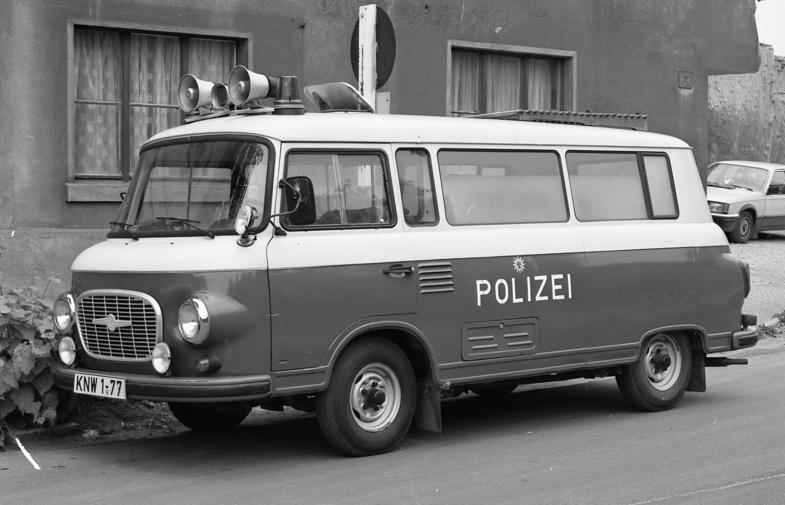
人民警察仕様
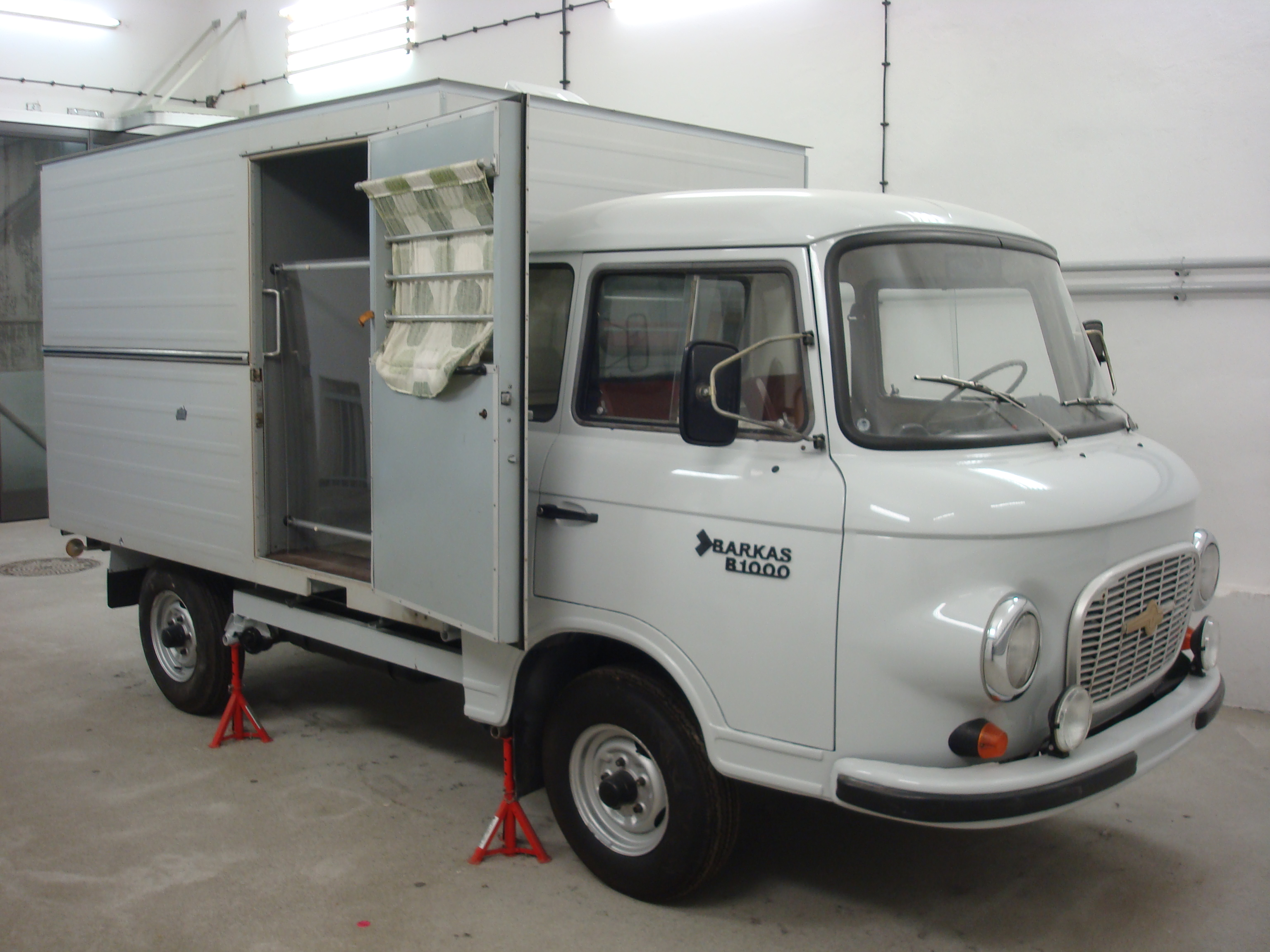
シュタージの護送車仕様